# Dasyvalgus pygidialis
Dasyvalgus pygidialis är en skalbaggsart som beskrevs av Moser 1904. Dasyvalgus pygidialis ingår i släktet Dasyvalgus och familjen Cetoniidae. Inga underarter finns listade i Catalogue of Life.